# Атлетические булавы
Атлети́ческие була́вы (гимнасти́ческие була́вы, инди́йские була́вы) — разновидность спортивного снаряда, используемая для развития координации движений и функционального тренинга, для развития плеч и спины. Булавы изготавливаются из дерева, пластика и прочих материалов, бывают разного веса и размера. Упражнения с булавами представляют циклические вращения, совершаемые по различным траекториям. Мышцы туловища при занятиях со снарядом растягиваются и одновременно укрепляются.
Вес булав может варьироваться от 300 грамм каждая, и до 22 килограмм. Чем больше вес снаряда, тем более серьёзные требования предъявляются к выполнению упражнений с ними.
- Пара окрашенных атлетических булав конца XIX века
- Группа занимающихся с атлетическими булавами, молодёжный мужской клуб св. Павла, Ипсуич, Англия, 1890
- Indian Clubs в XXI веке  включены в курс физической подготовки армии Великобритании и США (Fort Benning, Royal Navy Training School) и ведущих университетов по всему миру
- Современные деревянные булавы

Атлетические булавы являются потомком древнего оружия — булав и персидских булав-«милей». Они являются предком булав, используемых в художественной гимнастике, и булав для жонглирования.
- Знаменитый иранский борец Pahlavan takhti с милами

Булавы Indian Clubs используются в показательных выступлениях под музыку. Булавы вращаются синхронно группой тренирующихся во главе с инструктором, совершая движения в такт. Постановки различаются в зависимости от способностей группы и веса используемых булав. Наиболее известными являются постановки, исполняемые кадетами морского королевского училища Великобритании.

## История
Indian Clubs в форме, которую мы сегодня знаем, появились в XVII веке во времена Ост-Индийской компании. Они представляли собой изменённую форму персидских булавы, которые появились на Ближнем Востоке. Персидские булавы, упоминаемые в хрониках того времени как мили (перс. میل‎, translit.Mil), использовались борцами в древней Персии, Египте и остальной части Ближнего Востока, с давних времен, и продолжают использоваться по сей день для тренировки силы и выносливости. Персидские булавы особенно популярны в традиции варзеш-бастани, практикуемой на зурханах Ирана. Из Персии моголы привезли персидские булавы в Южную Азию. Британские колонисты впервые встретили булавы в Индии и ошибочно назвали их «индийскими булавами», несмотря на их ближневосточное происхождение.
В XVII и XVIII веках булавы IndianClubs использовались военными (в особенности военно-морским флотом, так как их было очень удобно использовать в условиях ограниченного пространства корабля). В последующее время из военной среды булавы перешли в систему общефизического развития. Они стали широко известны во время викторианской эпохи (1837—1901), и использовались как военными курсантами, так и обеспеченными дамами из среднего и высшего света, следящими за своей фигурой.
Из Великобритании булавы распространились по всему свету. В США булавы Indian Clubs привез Сим Кехо. Так же упражнения с IndianClubs были в общефизических и оздоровительных программах Франции, Германии, Италии, Чехии (например, Сокольское движение). В Российской империи булавы использовались на флоте, и в гимназиях.
- Sim D Kehoe Late1800s
- Иллюстрация из книги Сим Кехо

В 1904 и 1932 годах на летних Олимпийских играх проводились международные соревнования по вращению булав «Men’s club swinging» и «Men’s indian clubs». Во время игр 1932 года, было организовано представление с булавами, прошедшее в формате шоу, с участием большого количества человек. Это событие запечатлено в знаменитом документальном фильме Олимпия. Позже нарезку из этого фильма использовала группа Rammstein в клипе Stripped.
Булавы IndianClubs стали популярны и среди жонглеров, встав в один ряд, с факелами и шарами, которые использовались в жонглировании на протяжении веков. Современные булавы для жонглирования являются потомками IndianClubs, которые были впервые переделаны для жонглирования Джеймсом Дьюиттом Куком (англ. James Dewitt Cook, 1857—1927).
Булавы так же применялись и в качестве оружия. В 1913—1914 годах британские суфражистки использовали булавы IndianClubs в качестве дубинок против полиции.
- Гимнастические булавы в Российской империи
- Фехтование и булавы

В 1930-е годы популярность булав в Европе ослабевает, из-за роста популярности занятий со свободными весами и развития индустрии спорта. Регулярные тренировки с булавами стали использоваться лишь узкой группой профессиональных спортсменов, военных, а также в области медицинской реабилитации.

### В наши дни
Булавы IndianClubs не были забыты и небольшие группы продолжают тренироваться с ними, передавая знания о методике подготовки из поколения в поколение.
Современные энтузиасты в области физической культуры возрождают популярность булав, акцентируя внимание на безопасности их использования по сравнению с упражнениями со свободными весами.
В настоящее время есть винтажные реплики булав, а также современные форматы снарядов, изготовленные из синтетических материалов, такие как Clubbell. В ряде стран и в настоящее время есть организованные группы и учреждения, созданные для занятий с indianclubs. Подобные организации есть в: США, Великобритании, Португалии, Германии, Франции, Дании, Финляндии, Нидерландах, Болгарии,Бразилии. В России так же существует несколько клубов занимающихся возрождением занятий с булавами IndianClubs.

Упражнения с IndianClubs по прежнему включены в курс физической подготовки армии Великобритании и США (FortBenning, Royal Navy Training School) и ведущих университетов по всему миру.

## Классификация
Булавы по своей природе делятся на 4 категории:
- Гимнастические булавы (булавы для художественной гимнастики) (Juggling clubs/pins). Вес 150 г, длина 40-50 см.
- Атлетические булавы/«Фитнес булава» (современный термин в английском языке — Сlubbels, хотя исторически они также назвались Indian clubs). В среднем от 2 кг и до 6 кг (иногда даже до 10 кг)
- Indian clubs (иногда можно встретить название revolution clubs). В категорию индийских булав попадают снаряды весом от 0,35 кг до 6 кг
- Персидские булавы/мили и индийские джори (Persian mils & Indian jori). от 5 кг до 20 кг. Прародители современных Индийских булав. В эпоху колонизации британцы познакомились именно с такими булавами, и лишь потом придали им более привычную форму кеглей. Мили и джори и по сей день — достаточно распространенный в Азии спортивный снаряд для подготовки местных борцов и атлетов.
- Булавы для жонглирования.

## Области применения
В профилактических, лечебных и реабилитационных целях булавы могут использоваться для:
- профилактики травматизма,
- улучшение состояния мышц и связок,
- повышения подвижности и координации тела,
- лечение мышечного дисбаланса,
- улучшение подвижности плечевого пояса и плечевого сустава после операции
- коррекции осанки.

Важным аспектом занятий с булавами является укрепление спины и межпозвоночных дисков. Во время занятий импульс проходит от руки через плечо на спину и продолжается, в зависимости от вида упражнения, до самого основания ног, которые получая нагрузку, тянутся и, одновременно с этим, расслабляются. Благодаря упражнениям с булавами зажатость мышц плечевого пояса может быть уменьшена или полностью устранена, а в сочетании с активными движениями, мышцы спины и плечевого пояса начинают лучше снабжаются кровью и кислородом, обретая большую подвижность, становясь более крепкими и упругими.
Булавы используются в целях реабилитации после травм. Для положительного эффекта имеют решающее значение корректный выбор веса и амплитуды движений. Использование циклических вращений и небольшого веса, позволяет телу получать адекватную восстанавливающую нагрузку, избегая травм и перенапряжений.
Существуют снаряды, выполненные из железа и по форме похожие на булавы IndianClubs. Их отличает гораздо больший вес, по сравнению с булавами, сделанными из дерева. Данные снаряды используются лишь в профессиональной силовой и атлетической подготовке, и, судя по мнению экспертов, являются более травмоопасными.